# Heio von Stetten

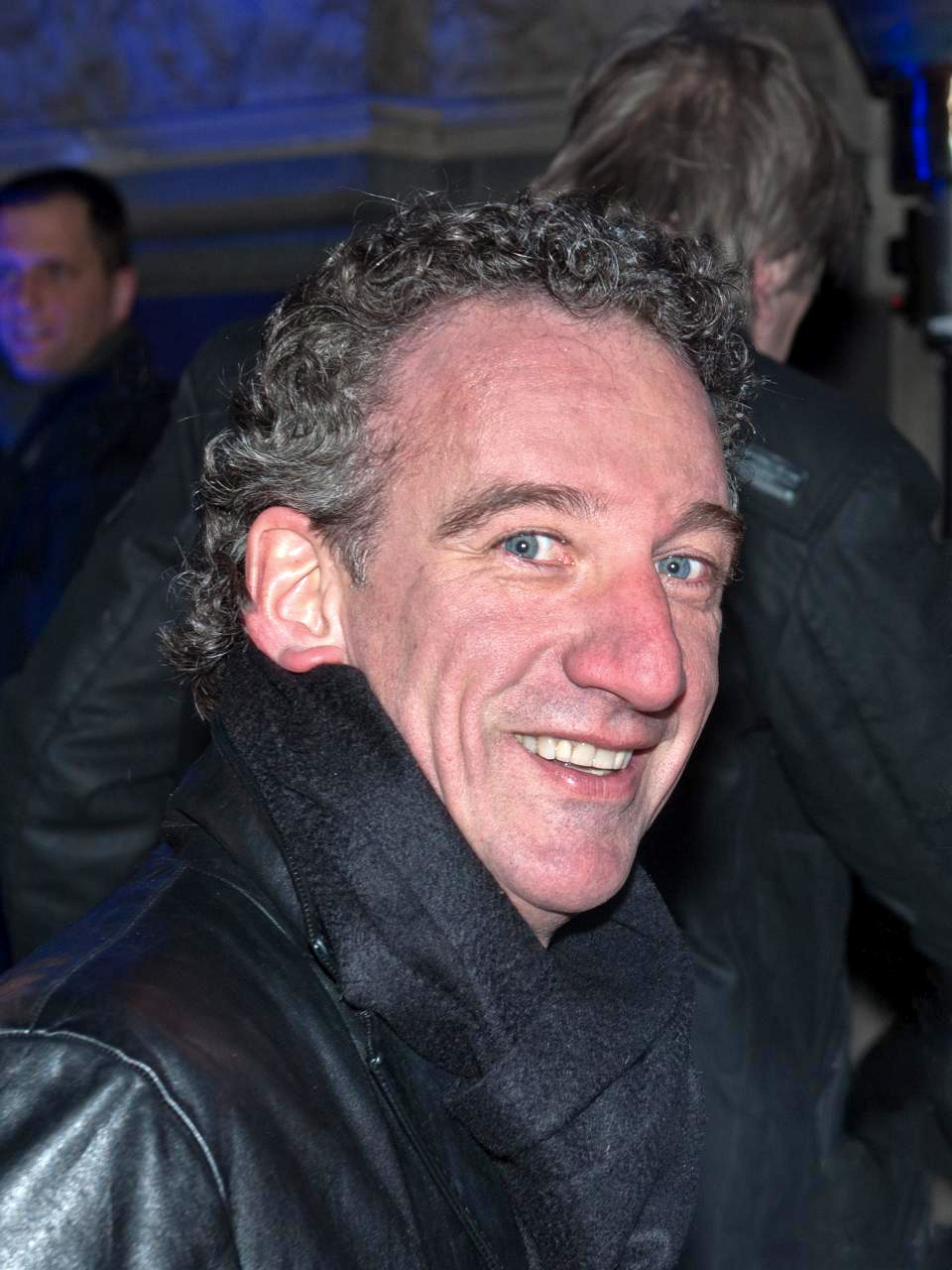
Heio von Stetten (2012)

Heio von Stetten (* 5. Juli 1960 in Aystetten) ist ein deutscher Schauspieler.

## Leben
Heio von Stetten wurde in Aystetten im Landkreis Augsburg als drittes von sechs Kindern geboren. Er wuchs mit seinem Bruder und vier Schwestern auf dem elterlichen Bauernhof in Aystetten auf, wo die Kinder viel mit anpacken mussten. Seine Familie, das Augsburger Rats- und Kaufmannsgeschlecht der Patrizier von Stetten hat einen langen Stammbaum und wurde im 16. Jahrhundert ins Augsburger Patriziat aufgenommen.
Von Stetten besuchte das Gymnasium bei St. Anna in Augsburg, an dem er Abitur machte. Ursprünglich wollte er Tierarzt werden. Er war dann Absolvent der Otto-Falckenberg-Schule in München (Ausbildung 1983 bis 1987), bevor er von 1989 bis 1993 als festes Ensemblemitglied für das Münchner Volkstheater engagiert wurde. Seit 1992 steht von Stetten für Film und Fernsehen vor der Kamera und wirkte bisher in über 130 Film-und-Fernsehproduktionen mit.
Seit 2005 engagiert sich von Stetten für das Projekt LILALU als Mentor.
Heio von Stetten ist seit 1997 mit seiner Schauspielkollegin Elisabeth Romano verheiratet, hat mit ihr zwei Kinder und lebt in München. Neben seiner Muttersprache Deutsch spricht von Stetten auch Englisch und Italienisch.

## Filmografie (Auswahl)
- 1992: Only You (Kurzfilm)
- 1993: Fatale Mutterliebe
- 1994–2020: SOKO München (Fernsehserie, 6 Folgen, verschiedene Rollen)
- 1995: Alfred
- 1995–2019: Ein Fall für zwei (Fernsehserie, 4 Folgen, verschiedene Rollen)
- 1995: Die einzige Zeugin
- 1996: Solange es die Liebe gibt (Fernsehserie)
- 1996: Der schönste Tag im Leben
- 1996: Wenn ich nicht mehr lebe
- 1996: Uno di noi (TV-Mini-Serie)
- 1996: Honigmond
- 1997: Bandits
- 1997: Das ewige Lied
- 1998–2002: Café Meineid (Fernsehserie, 2 Folgen, verschiedene Rollen)
- 1998: Mörderische Abfahrt – Skitour in den Tod
- 1998: Das merkwürdige Verhalten geschlechtsreifer Großstädter zur Paarungszeit
- 1999: Verliebt in eine Unbekannte
- 1999: Kleine Semmeln
- 1999: Frische Ware
- 1999: Wer liebt, dem wachsen Flügel
- 1999: Der Kurier des Zaren
- 2000: Geier im Reisrand
- 2001: Ein Vater zu Weihnachten
- 2001: Dich schickt der Himmel
- 2001: Die Anstalt – Zurück ins Leben (Fernsehserie, 1 Folge)
- 2001: Allein unter Männern
- 2001: Arabesken um Frosch
- 2001: Wann ist der Mann ein Mann
- 2002: Andreas Hofer – Die Freiheit des Adlers
- 2002: Franz und Anna
- 2002: Vienna
- 2002: Kein Mann für eine Nummer
- 2002: Einspruch für die Liebe
- 2003: Ein Vater für Klette
- 2003: Ich leih Dir meinen Mann
- 2003: Die Farben der Liebe
- 2003: Rosenstraße
- 2004: Finanzbeamte küsst man nicht
- 2004: Verführung in 6 Gängen
- 2004: Das Traumhotel – Verliebt auf Mauritius (Fernsehreihe)
- 2005: Die Diebin & der General
- 2005: Ein Luftikus zum Verlieben
- 2005: Schön, dass es dich gibt
- 2005: Verführung für Anfänger
- 2005: Schnauze voll
- 2006: Ein Hauptgewinn für Papa
- 2006: Neun Szenen
- 2006: Charlotte Link: Die Täuschung
- 2006–2007: Der Arzt vom Wörthersee (Fernsehserie)
- 2007: Schöne Aussicht
- 2007–2008: Deadline – Jede Sekunde zählt (Fernsehserie)
- 2007: Der letzte Zeuge (Fernsehserie, 1 Folge)
- 2008: SOKO Wien (Fernsehserie, Folge: Verlorene Jugend)
- 2008: Polizeiruf 110: Wolfsmilch (Fernsehreihe)
- 2008: Notruf Hafenkante (Fernsehserie, Folge: Vertrauensfrage)
- 2008: Der Sushi-Baron: Dicke Freunde in Tokio
- 2008: Safari ins Glück
- 2009: Am Seil
- 2009: Der Kriminalist (Fernsehserie, Folge: Zerschlagene Träume)
- 2009: Faktor 8 – Der Tag ist gekommen
- 2009: Wer hat Angst vorm schwarzen Mann?
- 2010: Das Glück kommt unverhofft
- 2010: Lasko – Die Faust Gottes (Fernsehserie, 8 Folgen)
- 2010: Der letzte Patriarch
- 2010: Die Mutprobe
- 2010: Rock It!
- 2010: Um Himmels Willen – Weihnachten unter Palmen
- 2011: Bauernopfer
- 2011: Der Bergdoktor (Fernsehserie, Folge: Familienprobleme)
- 2011: Der letzte Bulle (Fernsehserie, Folge: Alle Wege führen zum Du)
- 2011: Dann kam Lucy
- 2011: Von Mäusen und Lügen
- 2012: Pfarrer Braun – Ausgegeigt!
- 2012: Das Leben ist ein Bauernhof
- 2012: Countdown – Die Jagd beginnt (Fernsehserie, 1 Folge)
- 2012: Nein, Aus, Pfui! Ein Baby an der Leine
- 2012: Sams im Glück
- 2012: Finn und der Weg zum Himmel
- 2012: Der Cop und der Snob
- 2012: Unter Verdacht (Fernsehserie, 1 Folge)
- 2012: Der Schwarzwaldhof (Fernsehserie, 1 Folge)
- 2012: Weißblaue Geschichten (Fernsehserie, 2 Folgen)
- 2012: Der Kaktus
- 2013: Blutgeld
- 2013: Fünf Freunde 2
- 2013: Heiter bis tödlich: Hauptstadtrevier (Fernsehserie, Folge: Der Partner)
- 2013: Hubert ohne Staller (Fernsehserie, 1 Folge)
- 2013: Die Garmisch-Cops (Fernsehserie, 1 Folge)
- 2014: Utta Danella – Von Kerlen und Kühen
- 2014: Perfection (Kurzfilm)
- 2014: Die Familiendetektivin (Fernsehserie, Folge: Der verlorene Sohn)
- 2014: Monaco 110 (Fernsehserie, Folge: Obdachlos)
- 2014–2018: In aller Freundschaft (Fernsehserie, 42 Folgen)
- 2015: Zwei Familien auf der Palme
- 2015: Die Chefin (Fernsehserie, Folge: Treibjagd)
- 2015: Sedwitz (Fernsehserie)
- 2016–2017: Der Bozen-Krimi (Fernsehreihe, 4 Folgen)
- 2016: Rosamunde Pilcher – Lizenz zum Seitensprung
- 2016: Kreuzfahrt ins Glück – Hochzeitsreise nach Apulien
- 2016: Ein Sommer auf Lanzarote
- 2016: Männertag
- 2017–2024: Die Rosenheim-Cops (Fernsehserie, 2 Folgen, verschiedene Rollen)
- 2018: Inga Lindström – Die Braut vom Götakanal
- 2018: Maren (Kurzfilm)
- 2019: Rosamunde Pilcher – Raus in den Sturm
- 2019: An Uncertain Border
- 2019: Un confine incerto
- 2019: Schwiegereltern im Busch
- 2019: Nicht dein Mädchen
- 2020: Meister des Todes 2
- 2020: Lena Lorenz (Fernsehserie, 3 Folgen)
- 2020: Hochzeitsstrudel und Zwetschgenglück
- 2020: Kreuzfahrt ins Glück (Fernsehserie, Folge: Hochzeitsreise an die Ostsee)
- 2021: Kanzlei Berger (Fernsehserie, Folge: Der Raser)
- 2021: Mich hat keiner gefragt
- 2022: Der Staatsanwalt (Fernsehserie, 1 Folge)
- 2023: Die Bergretter (Fernsehserie, 1 Folge)
- 2023: Rosamunde Pilcher – Wenn ich dich wiederfinde
- 2024: Hundswut
- 2025: Die Kanzlei (Fernsehserie, Folge: Altes Eisen)